# Сестра музиканта
«Сестра музиканта» (рос. «Сестра музыканта») — радянський художній фільм 1971 року, знятий Павлом і Ісідором Хомськими на кіностудії Мосфільм у 1971 році. Фільм знятий за повістю  Анатолія Алексіна «Мій брат грає на кларнеті». Прем'єра фільму відбулася 20 листопада 1972 року.

## Сюжет
Сестра музиканта мріє присвятити все своє життя служінню братові. В її плани втручається дівчина Аліна, в яку закохується її талановитий брат. Він готується до конкурсу музикантів-виконавців. Сестра обманює Аліну, сказавши їй, що у Льови (музиканта) вже є наречена. Аліна не з'являється на концерті. Через це Льова опиняється «не в формі». В кінці дівчинка зізнається своєму братові в тому, що вона обманула Аліну і що через неї вона не прийшла.

## У ролях
- Ірина Попова — Женька
- Світлана Смєхнова — Аліна
- Олександр Вдовін — Льова
- Ніна Агапова — мама
- Володимир Шишкін — дід
- Сергій Шовкуненко — петька

## Знімальна група
- Режисери — Ігор Хомський, Павло Хомський
- Сценарист — Анатолій Алексін
- Оператор — Михайло Суслов
- Композитор — Мурад Кажлаєв
- Художник — Борис Бланк